# Лончин (Свентокшиське воєводство)
Лончин (пол. Łączyn) — село в Польщі, у гміні Єнджеюв Єнджейовського повіту Свентокшиського воєводства.
Населення — 450 осіб (2011).
У 1975—1998 роках село належало до Келецького воєводства.

## Демографія
Демографічна структура на день 31 березня 2011 року:
|          | Загалом | Допрацездатний вік | Працездатний вік | Постпрацездатний вік |
| -------- | ------- | ------------------ | ---------------- | -------------------- |
| Чоловіки | 240     | 52                 | 157              | 31                   |
| Жінки    | 210     | 39                 | 123              | 48                   |
| Разом    | 450     | 91                 | 280              | 79                   |